# Karel Goppold
Karel Goppold (ur. 15 grudnia 1894 w Pradze, zm. w 1956) – szermierz reprezentujący Czechy, uczestnik igrzysk w Sztokholmie w 1912 roku. Pochodził z szermierczej rodziny – jego ojciec Vilém Goppold von Lobsdorf oraz brat Vilém Goppold Jr. także startowali w tej dyscyplinie.

## Występy na igrzyskach

### Turnieje indywidualne
| Igrzyska | Konkurencja | Runda I         | Ćwierćfinał     | Półfinał        | Finał           | Finał           |
| Igrzyska | Konkurencja | Walki przegrane | Walki przegrane | Walki przegrane | Walki przegrane | Miejsce         |
| -------- | ----------- | --------------- | --------------- | --------------- | --------------- | --------------- |
| LIO 1912 | Szpada      | 2 Q             | 4               | → Nie awansował | → Nie awansował | → Nie awansował |